# مزرعه حاجی اشرفیان شماره ۱
مزرعه حاجی اشرفیان شماره ۱ یک منطقهٔ مسکونی در ایران است که در دهستان کنگور واقع شده‌است. مزرعه حاجی اشرفیان شماره ۱ ۲۶۳ نفر جمعیت دارد.